# Ломбард, Карина
Карина Ломбард (англ. Karina Lombard; род. 21 января 1969, Таити) — американская актриса, певица, музыкант.

## Ранние годы
Мать Карины Ломбард, Нупури Лайтфут, была иммигранткой из племени лакота сиу, жившей на острове Таити. Её отец, Генри Ломбард, был европейским аристократом. Когда Карине был один год, её родители развелись. Тогда её отец, имевший русские, итальянские и швейцарские корни, перевёз Карину и её родных сестёр и брата, Хелен, Инес, Дэнис и Чарльза к себе в особняк в Барселону, Испания.
Карину с сёстрами и братом послали в кальвинистские школы-интернаты в Швейцарию. Воспитываясь в школах-интернатах, вдалеке от господствующей тенденции, Карина увидела свой первый фильм лишь когда ей исполнилось 8 лет. Фильм, на который она пошла, назывался «Ослиная шкура», главную роль в котором исполняла Катрин Денёв. После просмотра этого фильма Карина осознала, что хочет стать актрисой.
В 11 лет Карину отослали в Винет, школу-интернат в Лозанне, где, как она сказала, «быть американским индейцем означало, что с тобой обращаются, как с дикарём». Но благодаря участию в школьных постановках она быстро заслужила уважение одноклассников. За эти годы она выучила испанский, английский, итальянский, французский и немецкий языки.

## Карьера

### Модельная карьера
После окончания Винет в 18 лет, она обосновалась на Манхэттене, где была принята в знаменитую Студию актёров. Там девушка была замечена фотографом Брюсом Вебером, который подыскивал новые лица для кампании Кельвина Кляйна «Коренные американцы». Таким образом Ломбард и попала в модельный бизнес. Вскоре она украшала страницы журналов Elle и Vogue.

### Актёрская карьера
В это же время Карина играла в нью-йоркских театрах New York City’s Gallery Theatres и The Neighborhood Playhouse Theatre. Она участвовала в постановках пьес «Дядя Ваня», «Леди в отставке», «Лето и дым», «Половое сношение», «Кошка на раскалённой крыше», «Мадам Баттерфляй», «Жанна Д’Арк», «Дэнни и глубокое синее море», «Девочки от пяти до десяти», «Человек-пицца», «Эдмунд», «Предательство» и «Луна и радуга».
На обложке журнала 20 Ans Карину заметил продюсер и директор французско-канадского приключенческого мини-сериала «Остров» и предложил ей главную женскую роль. Дебют Ломбард на большом экране состоялся в 1991 году в эпизодической роли в фильме Оливера Стоуна «The Doors». В 1993 году она получила свою первую главную роль в фильме Джона Дайгана «Широкое Саргассово море», где воплотила образ Антуанетт Косуэй. Роль Карины получила положительные отклики от таких критиков как Роджер Эберт и Уильям Буррилл. Кроме того, она получила награду First American in the Arts Awards как актриса — представительница коренного населения Америки.
Позже Ломбард снялась в небольших ролях в фильмах «Фирма» и «Легенды осени», в последнем Карина сыграла жену персонажа Брэда Питта — Изабель Вторую. Следующей крупной работой Ломбард стала Зареты в фильме «Кулл-завоеватель» (1997). В 2000 году Карина сыграла роль инспектора полиции в фильме «Убийство на Каннском кинофестивале», а в 2001 году за эту роль она получила награду FAITA Award в номинации «Специальный приз за выдающуюся работу актрисы в телевизионном фильме».
В 2004 году Ломбард сыграла роль Марины Феррер в сериале о жизни группы подруг-лесбиянок и их окружении «Секс в другом городе». За эту роль Карина получила  награду First American in the Arts (FAITA Award). Из актёрского состава шоу Ломбард была выведена после первого сезона, по одной из версий, из-за того, что её персонаж неожиданно оказался гораздо более популярен и значим, чем изначально планировалось создателями.
Ломбард также снималась в сериалах «4400» и «Опасные секреты».

### Музыкальная карьера
Карина — музыкант, певица и автор песен. Её аранжировки использовались для музыкального оформления номеров Cirque du Soleil. Она также исполнила заглавную песню для мини-сериала «Остров». В 2004 году она выступала на сцене со скрипачом Дорианом Чиа.

## Личная жизнь
Ломбард намекала на то, что она бисексуальна. Когда её спрашивали о любовных сценах в сериале «Секс в другом городе», она сказала: «Я выросла в Европе, и Вы знаете — ты любишь того, кого ты любишь, то есть я не должна была готовиться, Вы понимаете что я имею в виду?»
Позже, в 2006 году, она снялась обнажённой на шести страницах иллюстрированного журнала Playboy, где она предстала в женских и мужских обличиях лесбийской пары. Это была её собственная идея. Она сказала сайту planetout.com: «Однажды ночью мне приснились эти образы, и эта дихотомия мужчины и женщины в пределах человека, и возможность человека охватить женскую и мужскую себя самого — это дихотомия дикого „я“ против прирученного „я“. Я проснулась, походила „Стоп — каково было это?“ И когда мне снятся такие сны, это всегда специфично, и поскольку это всегда специфично, это не является случайным».
Хотя эти комментарии и иллюстрации, казалось бы, подтверждали её бисексуальную натуру, она сказала журналу: «Я думаю, что я была бисексуальной, ещё до съёмок в „Секс в другом городе“, когда я связала это с работой».
В интервью Planetout её спросили, «Какие женщины Вас привлекают, бучи или фэм?» она ответила: «Я не делю на категории, я отталкиваюсь от личности человека. Вы можете быть бучи и быть действительно сексуальным, и Вы можете быть фэм и быть также сексуальной».

## Фильмография
| Год       |     | Русское название                    | Оригинальное название                             | Роль                          |
| --------- | --- | ----------------------------------- | ------------------------------------------------- | ----------------------------- |
| 1987      | с   | Остров                              | L’ile                                             | Ивоа                          |
| 1991      | ф   | Дорз                                | The Doors                                         | актриса Уорхолла              |
| 1993      | ф   | Широкое Саргассово море             | Wide Sargasso Sea                                 | Антуанетт Косуэй              |
| 1993      | ф   | Фирма                               | The Firm                                          | молодая девушка на пляже      |
| 1994      | ф   | Легенды осени                       | Legends of the Fall                               | Изабель Вторая                |
| 1996      | ф   | Герой-одиночка                      | Last Man Standing                                 | Фелина                        |
| 1997      | ф   | Кулл-завоеватель                    | Kull the Conqueror                                | Зарета                        |
| 1998      | с   | Завтра наступит сегодня             | Early Edition                                     | Саммия Уоттс                  |
| 1998      | с   | Неистовая земля                     | The Violent Earth                                 | Анна Темару                   |
| 1998      | ф   | Шаги смерти                         | Exposé                                            | Эмбер Коллинз                 |
| 1999      | с   | Седьмой свиток фараона              | The Seventh Scroll                                | Ройан Аль Симма               |
| 2000      | тф  | Убийство на Каннском кинофестивале  | Murder at the Canne Film Festival                 | инспектор Рене Рено           |
| 2001      | ф   | Опекун                              | Guardian                                          | Кэтрин Кросс                  |
| 2003      | ф   | Обман                               | Deception                                         | Маргарет Де Врис              |
| 2004      | с   | Доктор Вегас                        | Dr. Vegas                                         | Джессика Роудс / Чёрная Вдова |
| 2004      | ф   | Большой поцелуй                     | Big Kiss                                          | Лиз                           |
| 2004—2009 | с   | Секс в другом городе                | The L Word                                        | Марина Феррер                 |
| 2005—2006 | с   | 4400                                | The 4400                                          | Алана Марева                  |
| 2007      | с   | Опасные секреты                     | Suspectes                                         | Клод Перкинс                  |
| 2007      | с   | C.S.I.: Место преступления          | CSI: Crime Scene Investigation                    | Саммия Уоттс                  |
| 2009      | с   | Спаси меня                          | Rescue Me                                         | Женевьев Лазар                |
| 2011      | ф   | Сын Джо                             | Le fils à Jo                                      | Элис Хэмилтон                 |
| 2011      | с   | C.S.I.: Место преступления Нью-Йорк | CSI: NY                                           | Эва Мартинес                  |
| 2012      | с   | Морская полиция: Спецотдел          | NCIS                                              | Моник Лиссон                  |
| 2014      | тф  | —                                   | Le Family Show                                    | Майи Риу                      |
| 2016      | с   | Вне времени                         | Timeless                                          | Нонхелема                     |
| 2018      | кор | —                                   | Reign of Judges: Title of Liberty — Concept Short | Махигана                      |
| 2019      | кор | —                                   | Deal                                              | Джулс                         |